# Maskalung
Maskalung (Esox masquinongy),  är en ganska ovanlig sötvattensfisk i Nordamerika, och den största fisken i familjen gäddor (Esocidae). Den blir i genomsnitt något större än den vanliga svenska gäddan som kallas Northern Pike i Nordamerika. Fiskens engelska namn muskellunge är en förvrängning, via franskan, av ojibwaspråkets maashkinoozhe som betyder "ful gädda".
Den uppnår könsmognad vid 2-3 års ålder, och blir cirka 30 år gammal. De största rapporterade exemplaren har haft en längd om cirka 180 centimeter och rekordvikten är cirka 32 kilogram. Denna uppgift anses dock ej helt tillförlitlig.[källa behövs]
Utbredningen uppges vara St. Lawrencefloden, Stora sjöarna, sötvattensystemen mellan dem och Hudson Bay samt Mississippifloden.[källa behövs] I Ohioflodens vattensystem förekommer en underart: Esox masquinongy ohiensis. Eftersom den delar detta område med gäddan förekommer hybrider, vilka är sterila och kallas på engelska för tiger muskellunge. De blir inte lika stora som de största maskalungerna men växer fortare då de inte producerar mjölke eller rom, men deras livslängd är kortare. Tiger muskies har liknande färg som maskalungen, medan stjärtfenan ser ut som gäddans. Maskalungen leker vanligtvis tidigare än gäddan, så hybrider i naturen är inte så vanliga som bland odlade fiskar. 